# Darkseid
Darkseid (/ˈdɑrksaɪd/) este un răufăcător⁠(d) care apare în benzile desenate americane publicate de DC Comics. Personajul a fost creat de artistul Jack Kirby, fiind principalul antagonist al metaseriei⁠(d) „Fourth World⁠(d)”, și a apărut pentru prima dată în seria Superman's Pal Jimmy Olsen⁠(d) #134 din decembrie 1970. A debutat oficial în primul număr al seriei Forever People⁠(d) din februarie 1971. Chipul personajului este modelat după chipul actorului Jack Palance, iar personalitatea sa este bazată pe Adolf Hitler și Richard Nixon.
Cunoscut în trecut sub numele de Uxas, Darkseid este un nou zeu⁠(d) și stăpânul tiranic al planetei Apokolips⁠(d). Considerat unul dintre cele mai puternice personaje ale universului DC⁠(d), scopul său este înrobirea multiversului⁠(d) și a tuturor ființelor care îl populează. Darkseid este tatăl lui Kalibak⁠(d), Orion⁠(d) și Grayven⁠(d). De asemenea, este unul dintre cei mai mari adversari⁠(d) ai lui Superman și dușman de moarte⁠(d) al Ligi Dreptății.
Darkseid a apărut pe marele ecran în filmul Zack Snyder's Justice League (2001), parte a DC Extended Universe⁠(d), fiind interpretat de Ray Porter⁠(d).Michael Ironside, Andre Braugher⁠(d), Tony Todd și alți actori au realizat vocea personajului în diverse jocuri video, seriale de televiziune și filme animate.

## Biografie
Prințul Uxas, fiul regelui Yuga Khan și al reginei Heggra⁠(d), al doilea în linia de succesiune la tronul planetei Apokolips, a complotat împotriva fratelui său Drax⁠(d) în încercarea de a preluat controlul planetei. Când Drax a încercat să revendice legendara Forță Omega, Uxas l-a ucis și a revendicat întreaga putere pentru sine. Pielea i s-a transformat în piatră, iar acesta s-a botezat Darkseid. Îndrăgostit de vrăjitoarea apokoliptiană Suli, cei doi au avut împreună un fiu - Kalibak. În ciuda relației, Heggra i-a ordonat lui DeSaad⁠(d) s-o otrăvească pe Suli, convinsă că aceasta îi corupe fiul.
După moartea lui Suli, Darkseid a fost forțat de mama sa să se căsătorească cu o femeie pe nume Tigra, iar disprețul său față de mama sa s-a intensificat. Cei doi au avut un fiu pe nume Orion. Mânat de dorința de răzbunare, Darkseid i-a ordonat lui DeSaad s-o otrăvească. Odată ucisă, acesta poate deveni în sfârșit liderul suprem al planetei Apokolips. Darkseid a obligat-o pe Tigra să-l ucidă pe Orion, dar acesta din urmă i-a fost oferit lui Highfather⁠(d) în schimbul fiului său, Scott Free⁠(d), ca parte a unui tratat de pace între planetele Apokolips și New Genesis⁠(d). Darkseid nu a fost avantajat de acest schimb, Orion devenind la maturitate un protector al idealurilor planetei New Genesis și un puternic inamic al tatălui său. Conform profeției, Darkseid va fi înfrânt de Orion într-o luptă cataclismică desfășurată pe planeta sa natală. De asemenea, acesta și slujitorul său - Granny Goodness⁠(d) - nu au reușit să distrugă spiritul lui Scott Free, în ciuda unui program lung și chinuitor de reeducare, iar Free a reușit în cele din urmă să scape de pe Apokolips împreună cu Big Barda⁠(d). Acesta, cunoscut acum sub numele de Mister Miracle, și Barda și-au construit o nouă viață pe Pământ, iar Darkseid a profitat de această „trădare” pentru a abroga tratatul de pace cu planeta New Genesis și a porni un nou război.
Scopul lui Darkseid a fost eliminarea liberului arbitru din univers, distrugând Prezența⁠(d) (echivalentul lui Dumnezeu⁠(d) în Universul DC) și devenind Ființă Supremă. Motivat de această dorință, a căutat de-a lungul existenței sale misterioasa ecuație antiviață⁠(d), care îi oferă gazdei sale controlul asupra gândurilor și emoțiilor tuturor ființelor din univers. Darkseid a încercat să domine universul prin alte metode de mai mult ori, în special prin intermediul subalternului său Glorious Godfrey⁠(d), a cărui voce putea control mințile oamenilor. A fost cu precădere interesat de Pământ, deoarece considera că oamenii posedă în mintea lor fragmente din ecuația antiviață.
Darkseid intenționa să cerceteze mințile tuturor oamenilor pentru obține întreaga ecuație. Din cauza acestui plan, a intrat în conflict cu numeroși  supereroi ai Universului DC, în special cu kryptonianul Superman. Acesta a încercat destabilizarea Pământului cu ajutorul slujitorilor săi, inclusiv prin Intergang⁠(d), un sindicat criminal înzestrat cu tehnologie apokoliptiană care ulterior s-a transformat într-un cult religios obsedat de imaginea lui Darkseid.